# Betty Robinson
Pour les articles homonymes, voir Robinson.
Betty Robinson, de son vrai nom Elizabeth Robinson Schwartz, née le 23 août 1911 à Riverdale et morte le 18 mai 1999 à Denver, est une athlète et sprinteuse américaine.
Elle se démarque d'abord à l'âge de 16 ans lorsqu'elle bat la détentrice du record de vitesse américain du 100 mètres, puis lorsqu'elle égale le record du monde dans cette même épreuve. En 1928, elle devient la première championne olympique sur 100 m, et marque ainsi l'histoire de l'athlétisme féminin.

## Biographie
Originaire du village de Riverdale dans l'Illinois, Elizabeth Robinson naît le 23 août 1911 ; ses parents sont Harry et Elizabeth Robinson. Au lycée, elle est élève à la Thornton Township High School (en), où elle suit un club de théâtre et des cours de guitare,. Elle obtient l'équivalent américain du baccalauréat en 1929. 
En 1928, son professeur de biologie et ancien athlète Charles Price remarque ses talents de sprinteuse alors qu'elle pique un sprint sur le quai d'une gare pour rattraper ledit professeur assis dans le train. Il lui propose de la chronométrer dans les couloirs de l'établissement sur 50 m de distance, avant de lui permettre de s'entraîner au sein de l'équipe de sprint masculine,,. À l'université Northwestern, elle est membre de la sororité Kappa Kappa Gamma (KKG) et choisit de poursuivre un diplôme en éducation sportive. 
Le 30 mars 1928 au Bankers' meet à Chicago, soit quatre mois seulement après avoir commencé son entraînement, elle participe à sa première compétition officielle sous la bannière de l'Illinois Athletic Club. Âgée de 16 ans, elle termine son premier 100 m en seconde position, derrière Helen Kilkey, détentrice du record des États-Unis,. Lors de sa deuxième compétition au Soldier Field, elle égale le record du monde sur cette même distance (12 s 0,), même si son temps n'est pas reconnu, en raison d'un vent trop favorable,. Le 4 juillet 1928 à Newark (New Jersey), un test en vue des Jeux olympiques de cette année la place deuxième avec un temps de 12 s 4 derrière Elta Cartwright, ce qui lui permet d'être qualifiée pour les Jeux olympiques.
Elle cesse la compétition après les Jeux olympiques d'été de 1936. Elle reste impliquée dans l'athlétisme comme officielle.
Elle meurt à l'âge de 87 ans, en 1999, atteinte de la maladie d'Alzheimer et d'un cancer.

## Carrière sportive

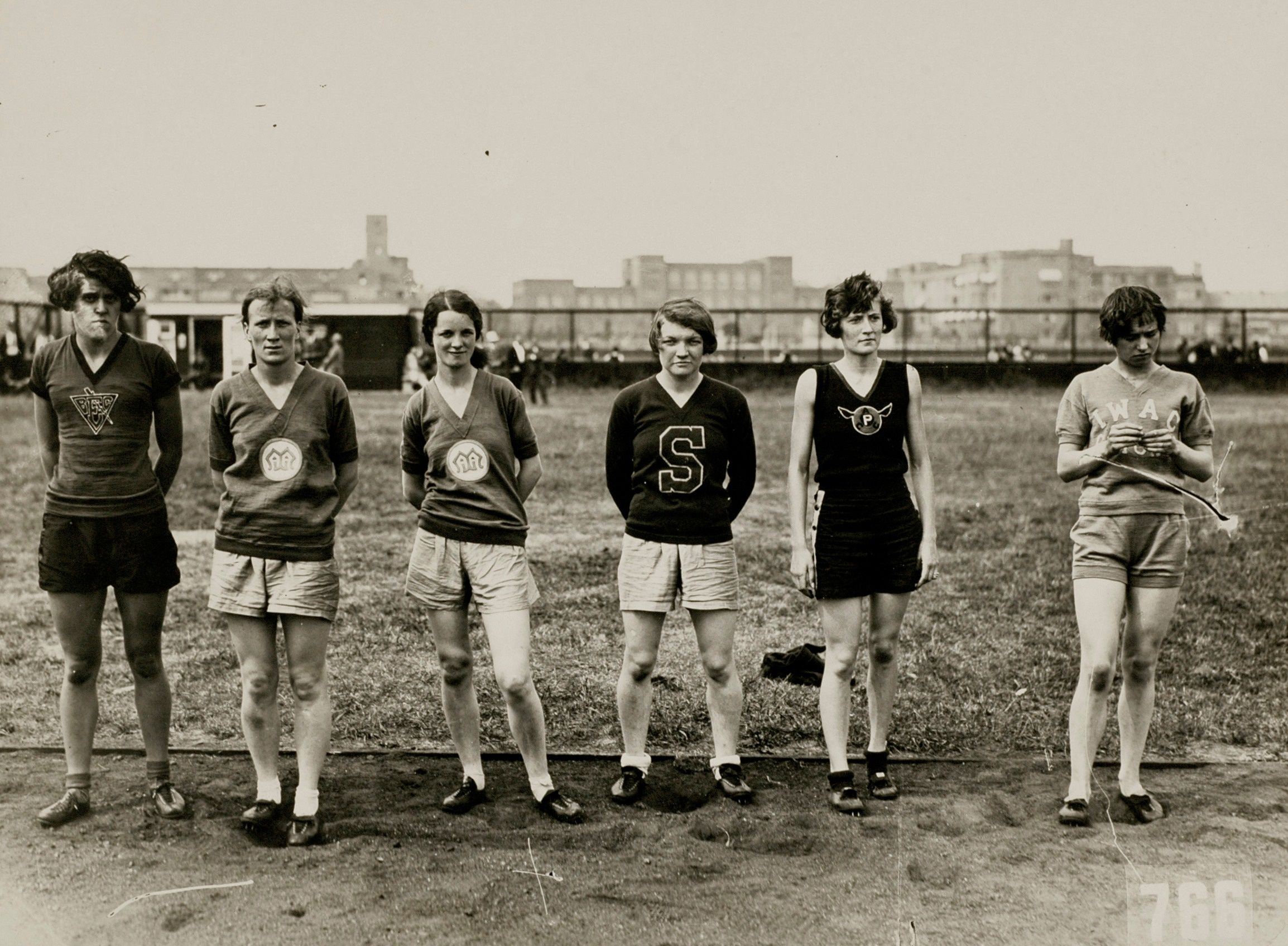
Betty Robinson (tout à droite) posant pour sa victoire aux Jeux olympiques de 1928

### Jeux olympiques d'été de 1928
Aux Jeux olympiques d'été de 1928 à Amsterdam, pour sa troisième compétition, Betty Robinson décroche la première place en demi-finale du 100 m féminin, mais est la seule sprinteuse de l'équipe américaine à se qualifier pour la finale,. Le 31 juillet, jour de la finale, n'ayant pas apporté par maladresse une paire de chaussures, on le lui en apporte une en urgence. L'athlète, qui porte le dossard no 879, décroche la première médaille d'or olympique du 100 m féminin de l'histoire — car auparavant l'athlétisme féminin n'était pas inscrit au programme officiel — avec un temps de 12 s 2, soit un dixième de seconde devant les Canadiennes ; elle marque ainsi l'histoire de l'athlétisme féminin. Âgée de 16 ans, elle reste également l'athlète la plus jeune à avoir remporté cette épreuve,,. Elle rapport avoir pleuré en voyant le drapeau américain brandi et l'hymne nationale américaine jouée grâce à sa victoire.
Elle remporte enfin l'argent sur le 4 × 100 m avec le relais américain,, battue par la Canadienne Fanny Rosenfeld.
Le président du Comité international olympique (CIO), Douglas MacArthur, lui offre spécialement un bijou en or en forme de globe. De retour aux États-Unis, Betty Robinson est accueillie en grande pompe par la foule à Broadway (New York) et à State Street (Chicago). Son propre lycée lui offre une coupe en argent.
À la suite de cette compétition, le CIO revient sur sa décision[pourquoi ?] et décide de ne pas maintenir les épreuves d'athlétisme féminin lors des prochains Jeux olympiques d'été de 1932. Seule la menace d'un boycott américain les amène à revenir sur leur décision. Les États-Unis souhaitent assister à une nouvelle performance de Betty Robinson à Los Angeles.

### Accident d'avion
Le 28 juin 1931, elle est impliquée dans un accident d'avion de tourisme piloté par son cousin et causé par un problème de moteur alors qu'elle prépare les Jeux olympiques d'été de 1932 à Los Angeles. À 600 m d'altitude, le moteur du biplan, piloté par son cousin, cale et l'appareil s'écrase dans la banlieue de Chicago,. Considérée comme morte, elle est placée dans le coffre d'une voiture et transportée à la morgue, où le médecin légiste découvre qu'elle est encore vivante.  
Betty Robinson est transférée à la Oak Forest Infirmary. Avec une jambe cassée, une commotion cérébrale, un bras blessé et de larges lacérations au visage,,,, elle reste dans le coma pendant sept semaines et est hospitalisée pendant onze mois. L'athlète ressort en fauteuil roulant pendant quatre ou six mois avec une jambe plus courte d'un peu plus d'un centimètre et l'impossibilité de s’agenouiller,,. Le corps médical est réservé[à vérifier] ou certain selon les sources de son incapacité à remarcher un jour. Sa convalescence dure onze mois,.

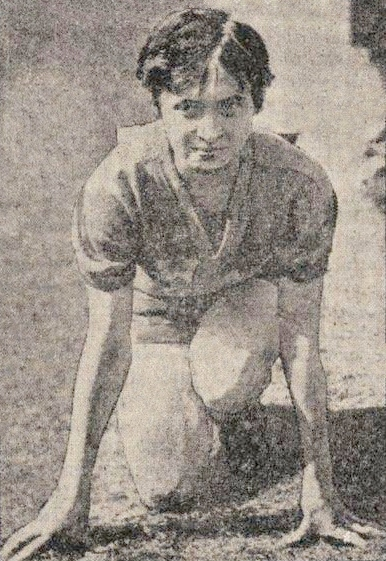
Photographie de Betty Robinson dans le numéro 11121 du journal '

Le journal Nieuwe Tilburgsche Courant (nl) affirme ainsi le 13 juillet 1931 que ses blessures l'empêcheront à tout jamais de participer à une compétition sportive.

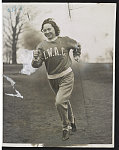
Betty Robinson le 25/04/1932, s'entraînant pour les Jeux olympiques de 1932, auxquels elle ne participera pas

### Jeux olympiques d'été de 1936
Trois ans après être sortie d'hôpital en 1934, de nouveau apte à la compétition, Betty Robinson commence à s’entraîner pour les Jeux olympiques d'été de 1936 à Berlin. Il lui faut cependant trouver les financements nécessaires à son voyage jusqu'à Berlin. En pleine Grande Dépression, la Fédération américaine d'athlétisme décide de ne payer le déplacement qu'à sa délégation masculine. Son père banquier étant au chômage, elle vend alors ses trophées et économise sa paie de secrétaire.
Toujours incapable de s'agenouiller pour prendre un départ du 100 m, Betty Robinson participe comme relayeuse à la course du 4 × 100 m, aux côtés de Harriet Bland, Helen Stephens et Annette Rogers, et doit démarrer sa course debout. En finale, elle est en pleine course en 3e position derrière les Allemandes, favorites de la compétition, lorsqu'elle transmet le témoin à Helen Stephens. Les Allemandes Marie Dollinger et Ilse Dörffeldt laissent alors s'échapper leur témoin. Les Américaines profitent de l'abandon des Allemandes et Betty Robinson remporte son second titre olympique,.

### Retraite
À l'âge de 24 ans, Betty Robinson prend sa retraite en tant que sportive après les Jeux olympiques d'été de 1936, mais se porte volontaire en tant qu'arbitre et activiste du sport féminin.
En 1977, elle est admise au Temple de la renommée de l'athlétisme des États-Unis.
Au cours des Jeux olympiques d'été de 1996 à Atlanta, Betty Robinson porte la flamme olympique.

## Palmarès

### Jeux olympiques d'été
- Jeux olympiques d'été de 1928 à Amsterdam ( Pays-Bas)
  -  Médaille d'or sur 100 m
  -  Médaille d'argent en relais 4 × 100 m
- Jeux olympiques d'été de 1936 à Berlin ( Allemagne)
  -  Médaille d'or en relais 4 × 100 m

#### Encyclopédies
- (en) David Porter, « Schwartz, Elizabeth Robinson », American National Biography, Oxford University Press,‎ avril 2008 (lire en ligne ).

#### Ouvrages
- First Lady of Olympic Track: The Life and Times of Betty Robinson, Joe Gergen, Northwestern University Press, 2014,  (ISBN 0810129582)
- Betty Robinson, la première athlète olympique, Olivier Gaudefroy, Éditions Jourdan, 2021,  (ISBN 2874666998)
- Une fille en or, Philippe Nessmann, Flammarion Jeunesse, 2020.